# Liste der Meteoriten Deutschlands

Karte der bekannten Meteoriten aus Deutschland

Auf dem Gebiet von Deutschland in seinen heutigen Grenzen wurden laut Meteoritical Bulletin bisher 56 offiziell anerkannte Funde von Meteoriten verzeichnet. Bei 38 von ihnen wurde vor dem Fund auch der Fall des Meteoriten beobachtet.

## Hinweise und Tabelle
Unter den hier aufgelisteten Meteoriten befinden sich drei, von denen kein Material mehr vorhanden ist, darunter der Meteorit Bad Rodach (1775), dessen Fall nur sehr mangelhaft nachgewiesen ist. Der Meteoritenfall Mauerkirchen (1768) ist gelistet, weil der Ort bis zu einer historischen Grenzverschiebung zum Kurfürstentum Bayern/Königreich Bayern gehörte. Die Authentizität des Meteoriten Königsbrück als deutscher Fund wird inzwischen vielfach angezweifelt. Bei allen fünf Ereignissen sind in der Tabelle die Namen in Klammern gesetzt.
Dem Meteoritenfall Inningen (1998) wurde die offizielle Anerkennung wieder entzogen, nachdem sich herausgestellt hatte, dass der Finder ein Fragment des bereits bekannten Sikhote-Alin-Meteoriten als neuen Meteoriten ausgegeben hatte. Das erfundene Ereignis wurde daher aus dieser Liste gestrichen. Der jüngste Meteoritenfall in Deutschland ereignete sich am 21. Januar 2024 in Ribbeck, nachdem der Asteroid 2024 BX1 kurz vor dem Eintreten in die Erdatmosphäre entdeckt wurde.
Redaktionelle Reihung nach Name alphabetisch.
| Name           | Fundort                             | Masse in Gramm | Klasse                             | Falldatum oder Fundjahr                    | Koordinaten                                             |
| -------------- | ----------------------------------- | -------------- | ---------------------------------- | ------------------------------------------ | ------------------------------------------------------- |
| Aachen         | Aachen, Nordrhein-Westfalen         | 21             | Gewöhnlicher Chondrit (L5)         | Fall, um 1880                              | !550.7750005506.0833335 50.775 6.0833333333333          |
| Barntrup       | Barntrup, Nordrhein-Westfalen       | 17             | Gewöhnlicher Chondrit (LL4)        | Fall, 28. Mai 1886                         | !552.0000005509.1000005 52 9.1                          |
| Benthullen     | Wardenburg, Niedersachsen           | 17.250         | Gewöhnlicher Chondrit (L6)         | Fund, um 1951                              | !553.0500005508.1000005 53.05 8.1                       |
| Bitburg        | Bitburg, Rheinland-Pfalz            | 1.500.000      | Oktaedrit (IAB)                    | Fund, vor 1805                             | !549.9666675506.5333335 49.966666666667 6.5333333333333 |
| Blaubeuren     | Blaubeuren, Baden-Württemberg       | 30.670         | Gewöhnlicher Chondrit (H4-5)       | Fund, 1989, erst 2020 als Meteorit erkannt | !548.4000005509.7666675 48.4 9.7666666666667            |
| Braunschweig   | Braunschweig, Niedersachsen         | 1.300          | Gewöhnlicher Chondrit (L6)         | Fall, 23. Apr. 2013                        | !552.2333335510.5166675 52.233333333333 10.516666666667 |
| Breitscheid    | Breitscheid, Hessen                 | 1.500          | Gewöhnlicher Chondrit (H5)         | Fall, 11. Aug. 1956                        | !550.6669445508.1836115 50.666944444444 8.1836111111111 |
| Bremervörde    | Bremervörde, Niedersachsen          | 7.250          | Gewöhnlicher Chondrit (H/L3)       | Fall, 13. Mai 1855                         | !553.4000005509.1000005 53.4 9.1                        |
| Cloppenburg    | Cloppenburg, Niedersachsen          | 141            | Gewöhnlicher Chondrit (H4-5)       | Fund, 15. März 2017                        | !552.8377785507.9961115 52.837777777778 7.9961111111111 |
| Darmstadt      | Darmstadt, Hessen                   | 100            | Gewöhnlicher Chondrit (H5)         | Fall, vor 1804                             | !549.8666675508.6500005 49.866666666667 8.65            |
| Dermbach       | Dermbach, Thüringen                 | 1.500          | Ataxit (ungruppiert)               | Fund, 1924                                 | !550.7362905510.0921505 50.73629 10.09215               |
| Eichstädt      | Eichstätt, Bayern                   | 3.000          | Gewöhnlicher Chondrit (H5)         | Fall, 19. Feb. 1785                        | !548.9000005511.2166675 48.9 11.216666666667            |
| Elmshorn       | Elmshorn, Schleswig-Holstein        | 4.271          | Gewöhnlicher Chondrit (H)          | Fall, 25. Apr. 2023                        | !553.7638895509.6375005 53.763888888889 9.6375          |
| Emsland        | Rhede, Niedersachsen                | 19.000         | Oktaedrit (ungruppiert)            | Fund, 1940                                 | !553.1000005507.2000005 53.1 7.2                        |
| Erxleben       | Erxleben, Sachsen-Anhalt            | 2.250          | Gewöhnlicher Chondrit (H6)         | Fall, 15. Apr. 1812                        | !552.2166675511.2500005 52.216666666667 11.25           |
| Flensburg      | Flensburg, Schleswig-Holstein       | 24,5           | Kohliger Chondrit ungruppiert (C1) | Fall, 12. Sep. 2019                        | !554.7666675509.3833335 54.766666666667 9.3833333333333 |
| Forsbach       | Rösrath, Nordrhein-Westfalen        | 240            | Gewöhnlicher Chondrit (H6)         | Fall, 12. Juni 1900                        | !550.9500005507.3166675 50.95 7.3166666666667           |
| Gilzem         | Gilzem, Rheinland-Pfalz             | 436            | Gewöhnlicher Chondrit (H5)         | Fund, 1987                                 | !549.8736115506.5055565 49.873611111111 6.5055555555556 |
| Gütersloh      | Gütersloh, Nordrhein-Westfalen      | 1.000          | Gewöhnlicher Chondrit (H4)         | Fall, 17. Apr. 1851                        | !551.9166675508.3833335 51.916666666667 8.3833333333333 |
| Hainholz       | Kreis Minden, Nordrhein-Westfalen   | 16.500         | Mesosiderit                        | Fund, 1856                                 | !552.2833335508.9166675 52.283333333333 8.9166666666667 |
| Hungen         | Hungen, Hessen                      | 112            | Gewöhnlicher Chondrit (H6)         | Fall, 17. Mai 1877                         | !550.3000005508.9166675 50.3 8.9166666666667            |
| Ibbenbüren     | Ibbenbüren, Nordrhein-Westfalen     | 2.034          | Achondrit (Diogenit)               | Fall, 17. Juni 1870                        | !552.2833335507.7000005 52.283333333333 7.7             |
| Issigau        | Issigau, Bayern                     | 136.400        | Eisenmeteorit (IIIAB)              | Fund, Apr. 2020                            | !550.3666675511.7166675 50.366666666667 11.716666666667 |
| Kiel           | Kiel, Schleswig-Holstein            | 738            | Gewöhnlicher Chondrit (L6)         | Fall, 26. Apr. 1962                        | !554.4000005510.1500005 54.4 10.15                      |
| Kleinwenden    | Nordhausen, Thüringen               | 3.250          | Gewöhnlicher Chondrit (H6)         | Fall, 16. Sep. 1843                        | !551.6000005510.8000005 51.6 10.8                       |
| (Königsbrück)  | Königsbrück, Sachsen                | 52             | Gewöhnlicher Chondrit (H/L4)       | Fund, 2004                                 | !551.2666675513.9000005 51.266666666667 13.9            |
| Krähenberg     | Krähenberg, Rheinland-Pfalz         | 15.750         | Gewöhnlicher Chondrit (LL5)        | Fall, 5. Mai 1869                          | !549.3269445507.4647225 49.326944444444 7.4647222222222 |
| Linum          | Fehrbellin, Brandenburg             | 1.862          | Gewöhnlicher Chondrit (L6)         | Fall, 5. Sep. 1854                         | !552.7500005512.9000005 52.75 12.9                      |
| Machtenstein   | Schwabhausen (Oberbayern), Bayern   | 1.422          | Gewöhnlicher Chondrit (H5)         | Fund, 1956? Wiederentdeckung 2014          | !548.2838895511.3133335 48.283888888889 11.313333333333 |
| Mainz          | Mainz, Rheinland-Pfalz              | 1.700          | Gewöhnlicher Chondrit (L6)         | Fund, 1852                                 | !550.0000005508.2666675 50 8.2666666666667              |
| Marburg        | Marburg, Hessen                     | 3.000          | Pallasit                           | Fund, 1906                                 | !550.8166675508.7666675 50.816666666667 8.7666666666667 |
| Mässing        | Eggenfelden, Bayern                 | 1.600          | Achondrit (Howardit)               | Fall, 13. Dez. 1803                        | !548.3833335512.6000005 48.383333333333 12.6            |
| (Mauerkirchen) | Mauerkirchen, Oberösterreich        | 21.300         | Chondrit (L6)                      | Fall, 20. Nov. 1768                        | !548.1833335513.1333335 48.183333333333 13.133333333333 |
| Menow          | Fürstenberg, Brandenburg            | 10.500         | Gewöhnlicher Chondrit (H4)         | Fall, 7. Okt. 1862                         | !553.1833335513.1500005 53.183333333333 13.15           |
| Meuselbach     | Meuselbach-Schwarzmühle, Thüringen  | 870            | Gewöhnlicher Chondrit (L6)         | Fall, 19. Mai 1897                         | !550.5666675511.1000005 50.566666666667 11.1            |
| Nenntmannsdorf | Pirna, Sachsen                      | 12.500         | Oktaedrit (IIAB)                   | Fund, 1872                                 | !550.9666675513.9500005 50.966666666667 13.95           |
| Neuschwanstein | Schwangau, Bayern                   | 6.218          | Enstatit-Chondrit (EL6)            | Fall, 6. Apr. 2002                         | !547.5250005510.8083335 47.525 10.808333333333          |
| Niederfinow    | Eberswalde, Brandenburg             | 287            | Oktaedrit (IAB)                    | Fund, 1950                                 | !552.8333335513.9333335 52.833333333333 13.933333333333 |
| Obernkirchen   | Rinteln, Niedersachsen              | 41.000         | Oktaedrit (IVA)                    | Fund, vor 1863                             | !552.2666675509.1000005 52.266666666667 9.1             |
| Oesede         | Georgsmarienhütte, Niedersachsen    | 3.600          | Gewöhnlicher Chondrit (H5)         | Fall, 30. Dez. 1927                        | !552.2833335508.0500005 52.283333333333 8.05            |
| Oldenburg      | Großenkneten, Garrel Niedersachsen  | 16.570         | Gewöhnlicher Chondrit (L6)         | Fall, 10. Sep. 1930                        | !552.9500005508.1666675 52.95 8.1666666666667           |
| (Ortenau)      | Ortenau, Baden-Württemberg          | 4.500          | Steinmeteorit, unklassifiziert     | Fall, 1671                                 | !548.5000005508.0000005 48.5 8                          |
| Peckelsheim    | Peckelsheim, Nordrhein-Westfalen    | 118            | Achondrit (Diogenit)               | Fall, 3. März 1953                         | !551.6666675509.2500005 51.666666666667 9.25            |
| Pohlitz        | Gera, Thüringen                     | 3.000          | Gewöhnlicher Chondrit (L5)         | Fall, 13. Okt. 1819                        | !550.9333335512.1333335 50.933333333333 12.133333333333 |
| Ramsdorf       | Velen-Ramsdorf, Nordrhein-Westfalen | 4.682          | Gewöhnlicher Chondrit (L6)         | Fall, 26. Juli 1958                        | !551.8833335506.9333335 51.883333333333 6.9333333333333 |
| Renchen        | Renchen, Baden-Württemberg          | 993            | Gewöhnlicher Chondrit (L5-6)       | Fall, 10. Juli 2018                        | !548.5833335508.0166675 48.583333333333 8.0166666666667 |
| Ribbeck        | Ribbeck, Brandenburg                | 1.800          | Achondrit (Aubrit)                 | Fall, 21. Jan. 2024                        | !552.6166675512.7500005 52.616666666667 12.75           |
| (Rodach)       | Bad Rodach, Bayern                  | 2.900          | Steinmeteorit, unklassifiziert     | Fall, 19. Sep. 1775                        | !550.3500005510.8000005 50.35 10.8                      |
| Salzwedel      | Salzwedel, Sachsen-Anhalt           | 43             | Gewöhnlicher Chondrit (LL6)        | Fall, 14. Nov. 1985                        | !552.7500005511.0500005 52.75 11.05                     |
| Schönenberg    | Jettingen-Scheppach, Bayern         | 8.000          | Gewöhnlicher Chondrit (L6)         | Fall, 25. Dez. 1846                        | !548.3500005510.4000005 48.35 10.4                      |
| Simmern        | Simmern, Rheinland-Pfalz            | 1.222          | Gewöhnlicher Chondrit (H5)         | Fall, 1. Juli 1920                         | !549.9833335507.5333335 49.983333333333 7.5333333333333 |
| Steinbach      | Erzgebirge, Sachsen                 | 99.000         | Siderophyr/Oktaedrit (IVA)         | Funde, vor 1724, vor 1751, 1833, 1861      | !550.5000005512.5000005 50.5 12.5                       |
| (Stolzenau)    | Stolzenau, Niedersachsen            | 150            | Steinmeteorit, unklassifiziert     | Fall, 1647                                 | !552.5333335509.0500005 52.533333333333 9.05            |
| Stubenberg     | Stubenberg (Niederbayern), Bayern   | 1.320          | Gewöhnlicher Chondrit (LL6)        | Fall, 6. März 2016                         | !548.3000005513.0833335 48.3 13.083333333333            |
| Tabarz         | Tabarz, Thüringen                   | 150            | Oktaedrit (IIICD)                  | Fund, 1854                                 | !550.8833335510.5166675 50.883333333333 10.516666666667 |
| Trebbin        | Trebbin, Brandenburg                | 1.250          | Gewöhnlicher Chondrit (LL6)        | Fall, 1. März 1988                         | !552.2166675513.1666675 52.216666666667 13.166666666667 |
| Treysa         | Schwalmstadt, Hessen                | 63.000         | Oktaedrit (IIIB)                   | Fall, 3. Apr. 1916                         | !550.9166675509.1833335 50.916666666667 9.1833333333333 |
| Untermässing   | Greding, Bayern                     | 80.000         | Oktaedrit (IIC)                    | Fund, 1920                                 | !549.0902785511.3333335 49.090277777778 11.333333333333 |
| Wernigerode    | Wernigerode, Sachsen-Anhalt         | 24             | Gewöhnlicher Chondrit (H5)         | Fund, 1970                                 | !551.8500005510.7833335 51.85 10.783333333333           |